# WISE 1405+8350
WISE 1405+8350 (= WISEA J140533.13+835030.7) is een bruine dwerg met een spectraalklasse van L8. De ster bevindt zich 31,53 lichtjaar van de zon.